# Sandgeprägter Tieflandbach

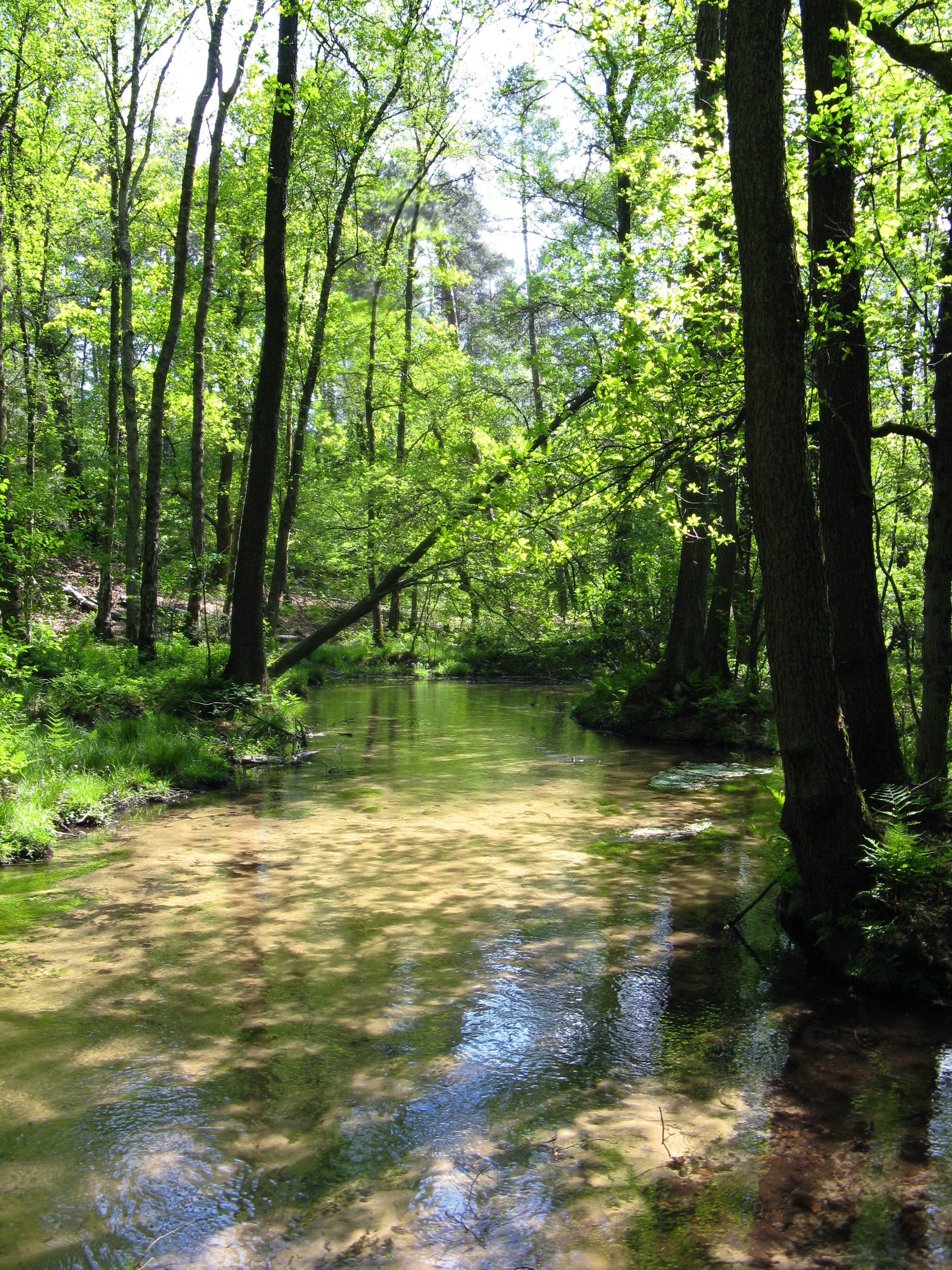
Der Furlbach als Referenzgewässer dieses Fließgewässertyps

Der Sandgeprägte Tieflandbach ist ein von der Bund/Länder-Arbeitsgemeinschaft Wasser (LAWA) definierter Fließgewässertyp (Typ 14) des norddeutschen Tieflands.
Er wird durch verschiedene Merkmale gekennzeichnet:

## Gewässerstruktur
Die Sohle besteht überwiegend aus Sand, mit kleineren Anteilen von Kies oder organischem Material. Das Gewässerprofil ist natürlicherweise flach, der Bachlauf mäandriert relativ stark. Prall- und Gleithänge sind in der Regel ausgeprägt, Uferunterspülungen jedoch kaum vorhanden. Es kann im Gewässerumfeld zu Niedermoorbildungen kommen, wenn das Tal entsprechend flach ist. Es ist ein Wechsel zwischen längeren, ruhigen Abschnitten und kurzen Bereichen mit schnellerer Strömung zum Beispiel an Totholzbarrieren vorhanden.
Sandgeprägte Tieflandbäche sind meist in flachen Mulden- oder Sohlentälern im Bereich der Sander oder Grundmoränen zu finden. Ihr Einzugsgebiet ist definitionsgemäß zwischen 10 und 100 km² groß.

## Flora und Fauna
Die meisten Tierarten, die in Bächen dieses Typs vorkommen, besiedeln weniger den sandigen Teil der Sohle, sondern hauptsächlich die eingestreuten Kiesbänke oder andere Strukturen wie Totholz. Beispiele sind die Larven einiger Steinfliegenarten, einige Köcherfliegenlarven sowie Fische wie der Neunstachlige Stichling oder, in Bächen mit ausgeprägten Kiesbänken, die Bachforelle. Generell sind vor allem die kleineren sandgeprägten Bäche eher artenarm.
Auch die Makrophyten sind vor allem im Bereich der Jungmoränen überwiegend fehlend. In anderen Bereichen kann beispielsweise die Brunnenkresse auftreten. Im Uferbereich sind teilweise Röhrichte vorhanden. Plankton ist in den Bächen für gewöhnlich nicht vorhanden.

## Beispiele
- Furlbach (NRW, Referenzgewässer)